# Cabo Blanco (Valdivia)
Cabo Blanco corresponde a un caserío rural en la comuna de Valdivia, Provincia de Valdivia, Región de Los Ríos, Chile, ubicada en la ribera este del río Cruces.

## Historia

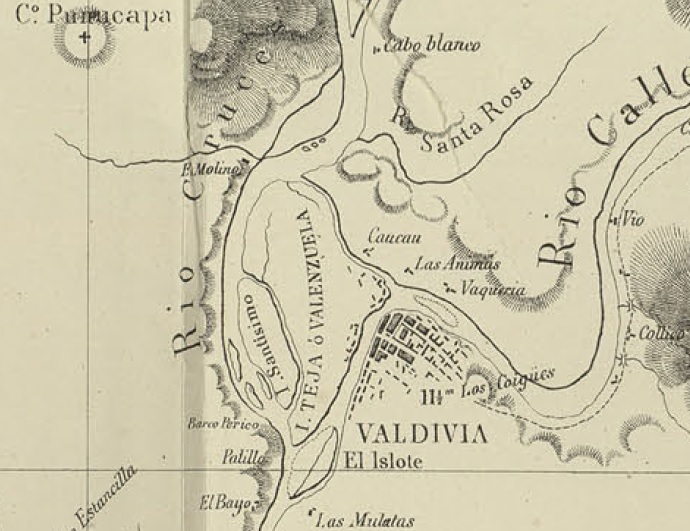
Cabo Blanco en el Mapa de Expedición del Río Valdivia de Francisco Vidal Gormaz

Cabo Blanco fue un asentamiento de origen mapuche originalmente llamado Chinguetué, siendo en el período de la colonia un puerto fluvial.
El 20 de mayo de 1859 pasa a esta localidad el explorador alemán Paul Treutler y realiza una detención en esta localidad para almorzar después de navegar desde la ciudad de Valdivia.
La localidad de  Cabo Blanco fue incorporada en el mapa del Ingeniero Francisco Vidal Gormaz en el año 1868.
Y en el año 1899 en el Diccionario Geográfico de  Francisco Astaburuaga es mencionada como un caserío.

Cabo Blanco. Caserío corto y algo disperso del departamento de Valdivia, que se halla en la margen oriental del río Cruces á unos ocho kilómetros al N. de su capital. Por su lado sur entra en ese rio una pequeña corriente de agua, que baja del E., llamada riachuelo de su nombre ó de Santa Rosa. Rodean regulares tierras cultivables á este paraje, que primitivamente se denominaba Chinguetué, tierra del chingue, por el animalejo hediondo de ese nombre (Mephitis chilensis).
 Francisco Solano Astaburuaga 

## Accesibilidad y transporte
El Molino se encuentra en la ribera este del río Cruces, está distante a 8,2 km de la ciudad de Valdivia.

## Centro de Investigación del Humedal del Río Cruces
El Centro de Investigación del Humedal del Río Cruces, o Centro de Humedales Río Cruces, a cargo de la Universidad Austral de Chile, es un centro de investigación, educación ambiental y gestión para la conservación de humedales que busca el uso racional y la preservación de estos ecosistemas.

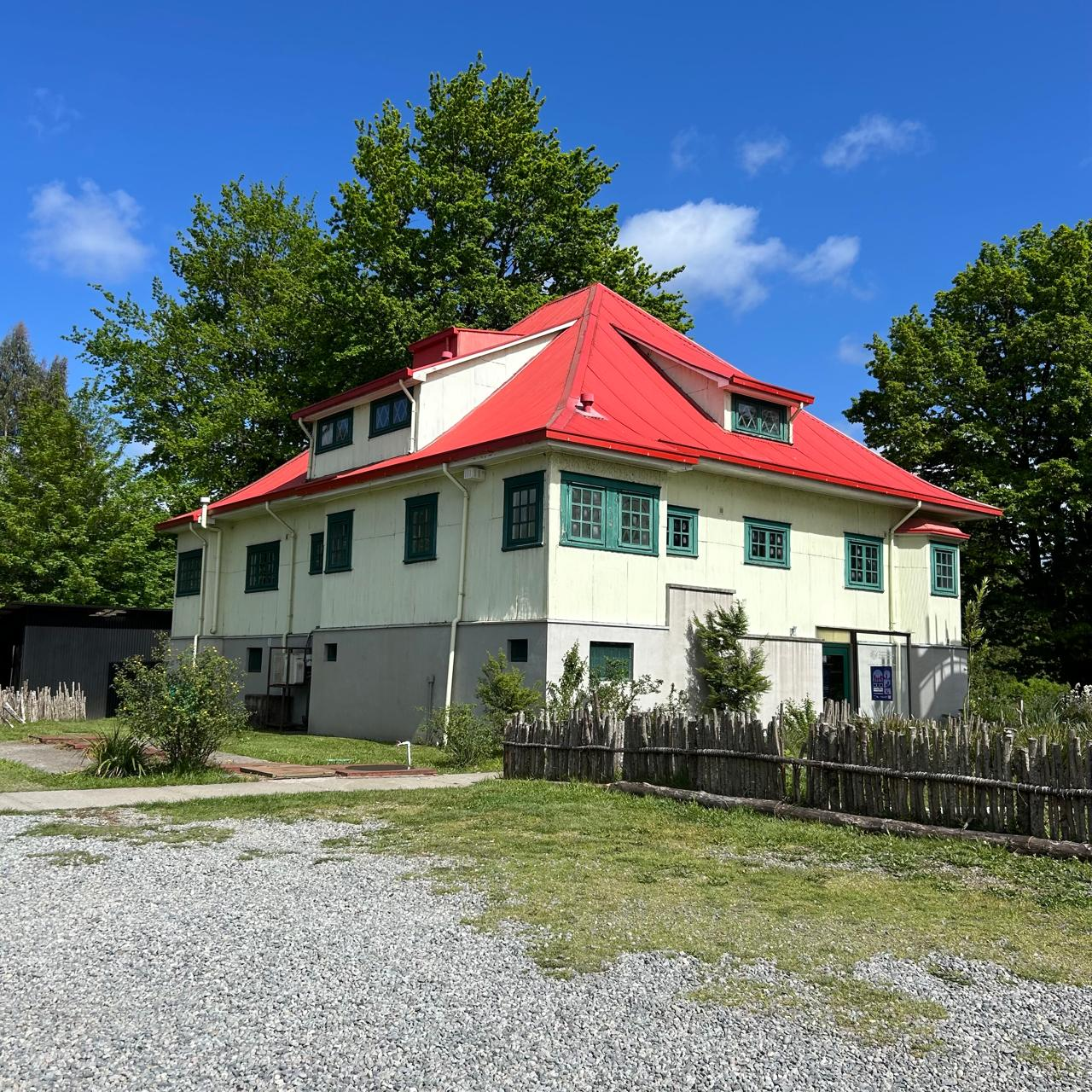
Casona Centro de Investigación del Humedal del Río Cruces

La instalación es una antigua casona de valor patrimonial, que contempla oficinas administrativas, un auditorio, una cafetería, una librería y un centro de interpretación ambiental. Esta reserva natural cuenta con miradores y pasarelas para el avistamiento de avifauna, y un muelle con acceso al río Cau Cau.
El Centro de Humedales Río Cruces se creó en 2015 como una de las seis medidas de compensación que el Estado de Chile impuso a la empresa Arauco S.A. por el daño ambiental causado el 2004 en el Santuario de la Naturaleza Carlos Anwandter del Río Cruces, ubicado en las comunas de Valdivia y Mariquina, en la Región de los Ríos.
Según el acuerdo del Consejo Científico Social se constituyó el Centro de Investigación del Humedal del Río Cruces, bajo el amparo institucional de la Universidad Austral de Chile, como un centro de gestión autónoma y descentralizado, cuya base estructural está constituida por tres cámaras –social, económica y científica– y un directorio integrado por dos representantes del Gobierno Regional de Los Ríos (Seremi de Medio Ambiente y Seremi de Agricultura), dos representantes de la Universidad Austral de Chile, un representante de los Municipios de Valdivia y de Mariquina, y dos representantes de cada una de las cámaras.

## Colegio Del Bosque

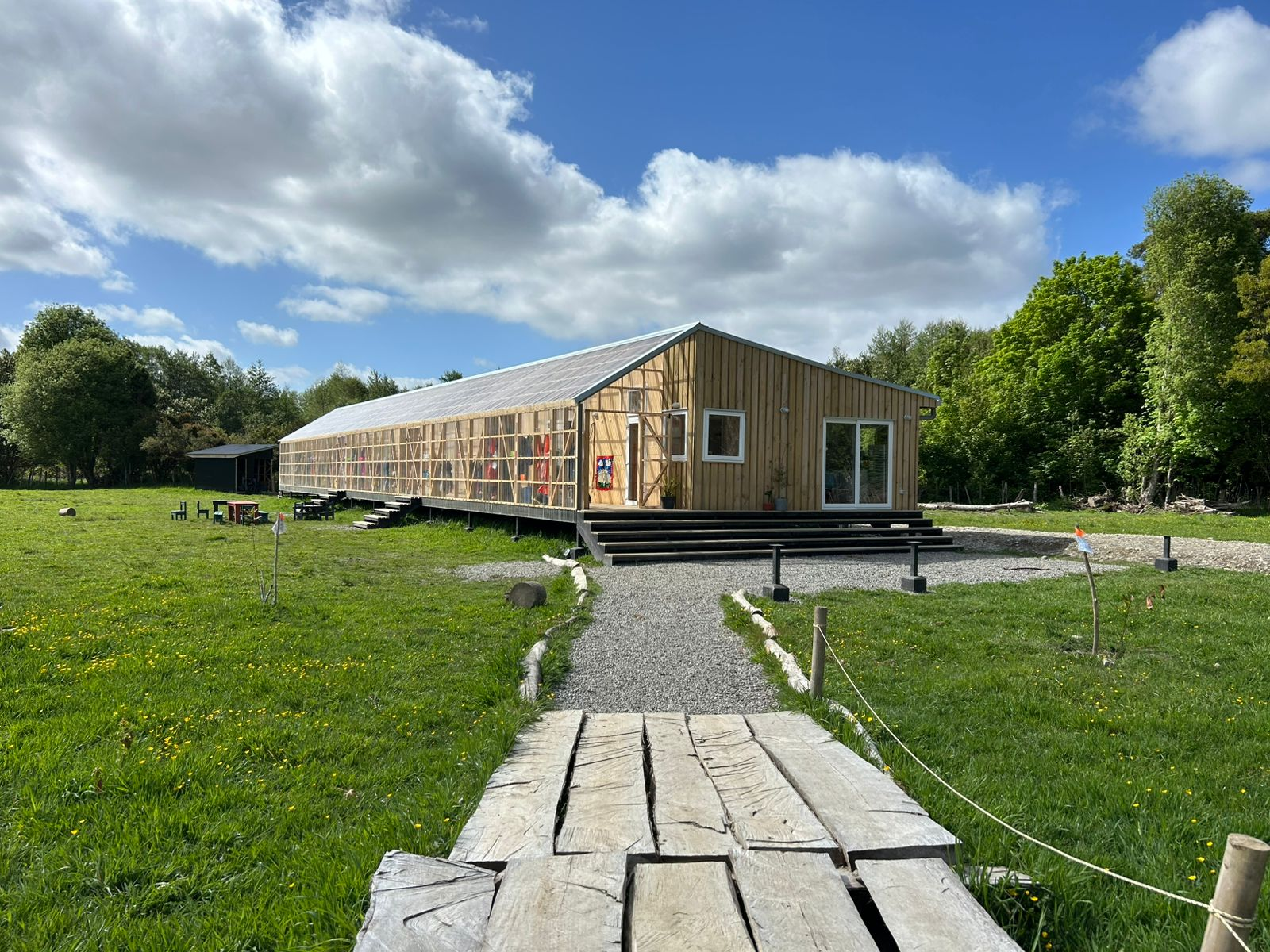
Fachada Colegio Del Bosque

El Colegio Del Bosque es un establecimiento educacional ubicado en Cabo Blanco, Valdivia, fundado por Carola Püschel y Claudia Contreras.
La primera instalación temporal del Colegio del Bosque consiste en 8 módulos de madera fabricados e instalados por Mínima, empresa Valdiviana de soluciones constructivas sustentables, que aceptaron el desafío de hacer una infraestructura que impactara lo menos posible el entorno.
Su jornada diaria es de 08:30 a 16:30 basada en la metodología outdoor learning, pero con todos los contenidos de matemáticas, lenguaje, ciencia, etc.

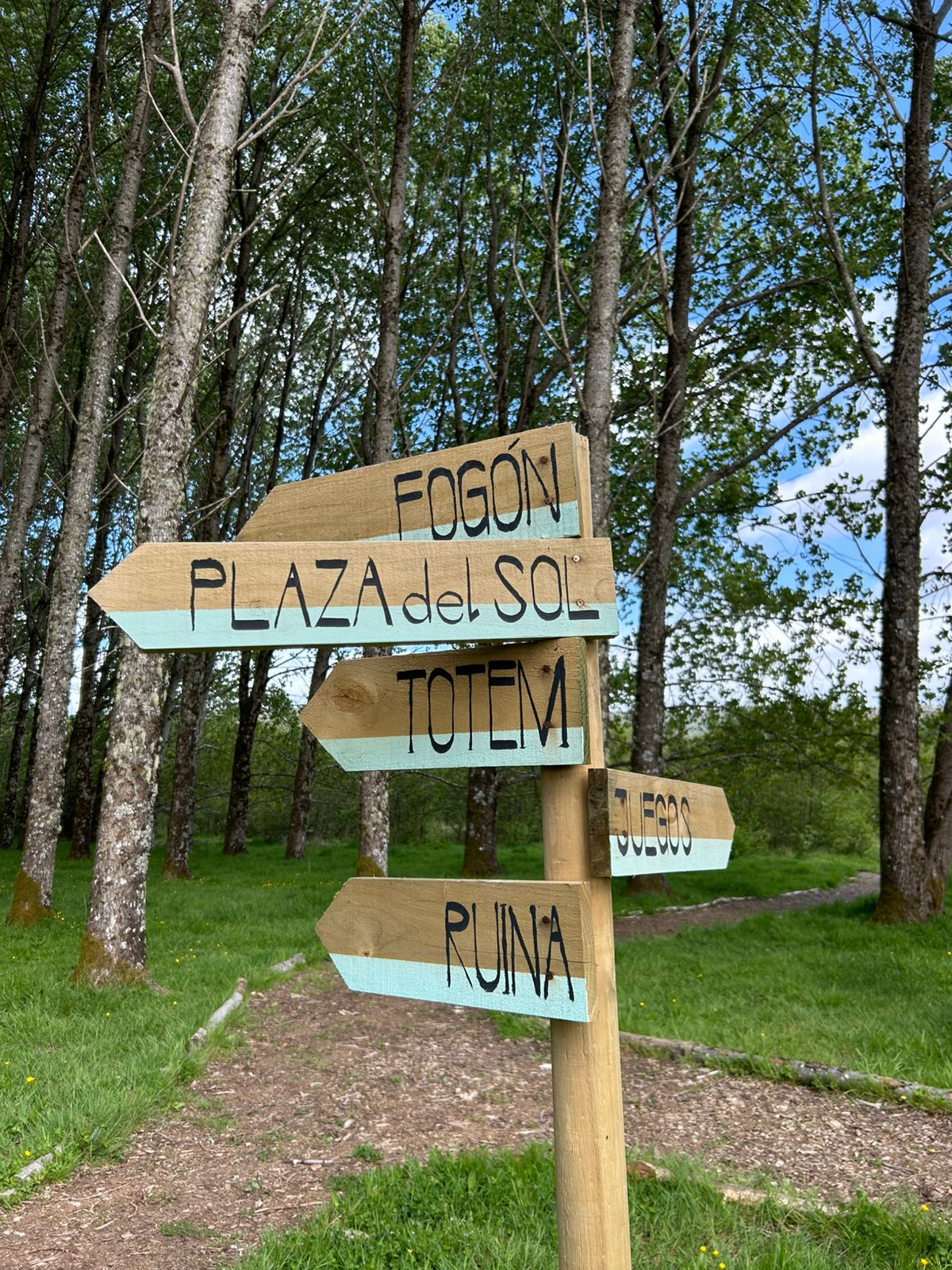
Multiples espacios de desarrollo al aire libre en el Colegio Del Bosque

Su sello educativo se basa en la filosofía de aprendizaje al aire libre y tienen una metodología en la cual las caminatas, juego libre y actividades al aire libre, son el núcleo de las experiencias de aprendizaje, donde los niños y niñas desde edades tempranas, se conectan con la naturaleza. 
En el año 2022 en medio de la pandemia del COVID 19, con la urgente necesidad de sacar a los niños de sus casas, se inauguró el Club del Bosque Valdiviano, con un jardín infantil y talleres. En paralelo a la creación de la Fundación, la comunidad de padres comenzó a empujar la idea de hacer un Colegio, y en marzo del 2024 abrió sus puertas el Colegio del Bosque. 